# HTR-PM
Le HTR-PM (球床模块式高温气冷堆核电站) est un petit réacteur nucléaire modulaire en Chine. Il s'agit du premier prototype au monde d'un réacteur de génération IV à lit de boulets refroidi par gaz à haute température (HTGR). Le réacteur a une capacité thermique de 250 MW et deux réacteurs sont connectés à une seule turbine à vapeur pour générer 210 MW d'électricité. Il a pour but de remplacer les centrales électriques au charbon du territoire chinois, conformément au plan du pays visant à atteindre la neutralité carbone d'ici 2060.

## Histoire
Le HTR-PM est un réacteur nucléaire à haute température (HTGR) et est en partie basé sur le prototype du réacteur antérieur HTR-10. Le projet de démonstration du module à lit de galets refroidi par gaz à haute température (HTR - PM) a été lancé en 2001. Les travaux de la première centrale pilote, composée de deux réacteurs entraînant une unique turbine à vapeur, ont débuté en décembre 2012 dans la centrale nucléaire de Shidao Bay, dans la province du Shandong. Les cuves sous pression des deux réacteurs ont été installées en 2016. L'enveloppe du générateur de vapeur, la protection de la conduite de gaz chaud et la coque de la cuve sous pression du réacteur HTR-PM ont été appariées avec succès le 28 avril 2020, ouvrant la voie à l'installation du ventilateur principal à hélium,.
Les tests fonctionnels à froid du HTR-PM se sont déroulés avec succès entre octobre et novembre 2020. Un mélange d'air et d'hélium pressurisé à un maximum de 8,9 MPa a été injecté dans la boucle de refroidissement primaire afin de tester celle-ci. À la suite des essais fonctionnels à froid, les essais à chaud ont été réalisés en trois étapes : déshumidification sous vide, chauffage et déshumidification et enfin essais fonctionnels à chaud. Les essais à chaud ont débuté en décembre 2020, et se sont poursuivis avant la mise en service du réacteur. Le 12 septembre 2021, le premier des deux réacteurs a atteint la criticité. Le 11 novembre 2021, le réacteur 2 a atteint sa première criticité. Le 20 décembre 2021, le premier réacteur a été connecté au réseau électrique national et a commencé à produire de l'électricité.

## Préoccupations
Un article de 2018 de Rainer Moormann et d'autres publiés dans la revue Joule recommandait des mesures de sécurité supplémentaires pour ce type de réacteur sur la base du retour d'expérience du réacteur AVR allemand.